# 2008年夏季奧林匹克運動會擊劍比賽
2008年夏季奧林匹克運動會的擊劍比賽由8月9日至17日在北京國家會議中心擊劍場舉行，本屆奧運的劍擊賽事共會產生10枚金牌。
當中，女子團體花劍與女子團體佩劍會取代上屆雅典奧運的女子團體重劍和男子團體花劍小項，使今屆奧運的劍擊項目中仍維持10個小項。

## 各國獎牌榜
| 排名 | 国家／地区 | 金牌 | 银牌 | 铜牌 | 總數 |
| ---- | ---------- | ---- | ---- | ---- | ---- |
| 1    | 法国       | 2    | 2    | 0    | 4    |
| 2    | 意大利     | 2    | 0    | 5    | 7    |
| 3    | 德国       | 2    | 0    | 0    | 2    |
| 4    | 美国       | 1    | 3    | 2    | 6    |
| 5    | 中国       | 1    | 1    | 0    | 2    |
| 6    | 俄罗斯     | 1    | 0    | 0    | 1    |
| 6    | 乌克兰     | 1    | 0    | 0    | 1    |
| 8    | 罗马尼亚   | 0    | 1    | 1    | 2    |
| 9    | 日本       | 0    | 1    | 0    | 1    |
| 9    | 韩国       | 0    | 1    | 0    | 1    |
| 9    | 波兰       | 0    | 1    | 0    | 1    |
| 12   | 西班牙     | 0    | 0    | 1    | 1    |
| 12   | 匈牙利     | 0    | 0    | 1    | 1    |
| 总计 | 总计       | 10   | 10   | 10   | 30   |

## 各項成績

### 男子
| 項目             | 金牌                                                | 银牌                                                                                      | 铜牌                                                                                |
| 個人花劍（詳細） | 本亚明·克莱布林克（德国）                                     | 太田雄贵（日本）                                                                          | 萨尔瓦托雷·桑佐（意大利）                                                               |
| 個人重劍（詳細） | 马泰奥·（意大利）                                   | 法布里斯·（法国）                                                                         | 何塞·路易斯·阿瓦霍（西班牙）                                                              |
| 個人佩劍（詳細） | 仲滿（中国）                                        | 尼古拉·（法国）                                                                           | 米哈伊·科瓦柳（罗马尼亚）                                                                 |
| 團體重劍（詳細） | 法国（FRA） · 热罗姆·让内 · 于尔里克·罗贝里 · 法布里斯· | 波兰（POL） · 罗伯特·安杰尤克 · 托马什·莫蒂卡 · 亚当·维尔乔赫 · 拉多斯瓦夫·扎夫罗特尼亚克 | 意大利（ITA） · 马泰奥· · 斯特凡诺·卡罗佐 · 阿尔弗雷多·罗塔 · 迭戈·孔法洛涅里       |
| 團體佩劍（詳細） | 法国（FRA） · 鲍里斯·桑松 · 尼古拉· · 朱利安·皮耶   | 美国（USA） · 蒂姆·莫尔豪斯 · 贾森·罗杰斯 · 基思·斯马特 · 詹姆斯·威廉斯                   | 意大利（ITA） · 阿尔多·蒙塔诺 · 迭戈·奥基乌齐 · 詹皮耶罗·帕斯托雷 · 路易吉·塔兰蒂诺 |

### 女子
| 項目             | 金牌                                                                                        | 银牌                                                    | 铜牌                                                                          |
| 個人花劍（詳細） | 瓦伦蒂娜·（意大利）                                                                         | 南贤喜（韩国）                                          | 玛格丽塔·（意大利）                                                           |
| 個人重劍（詳細） | 布丽塔·海德曼（德国）                                                                             | 安娜·玛丽亚·布伦泽（罗马尼亚）                                | 明曹-奈巴尔德·伊尔迪科（匈牙利）                                                      |
| 個人佩劍（詳細） | 玛丽埃尔·（美国）                                                                           | 萨达·（美国）                                           | 丽贝卡·（美国）                                                               |
| 團體花劍（詳細） | 俄罗斯（RUS） · 斯韦特兰娜·博伊科 · 叶夫根尼娅·拉莫诺娃 · 维多利亚·尼基钦娜 · 艾达·恰纳耶娃 | 美国（USA） · 埃米莉·克罗斯 · 埃琳·斯马特 · 汉娜·汤普森 | 意大利（ITA） · 玛格丽塔· · 伊拉里娅·萨尔瓦托里 · 焦万娜·特里利尼 · 瓦伦蒂娜· |
| 團體佩劍（詳細） | 乌克兰（UKR） · 奥廖娜·霍姆罗娃 · 奥莉加·哈尔兰 · 奥莉加·若夫尼尔 · 哈雷娜·蓬迪克           | 中国（CHN） · 谭雪 · 倪红 · 包盈盈 · 黄海洋             | 美国（USA） · 萨达· · 玛丽埃尔· · 丽贝卡·                                     |

## 外部連結
- 本屆奧運各項項目比賽時間表